# Trešnjevica (Arilje)
Trešnjevica (Servisch cyrillisch Трешњевица) is een plaats in de Servische gemeente Arilje. De plaats telt 920 inwoners (2002).